# Hôtel Algonquin (New York)

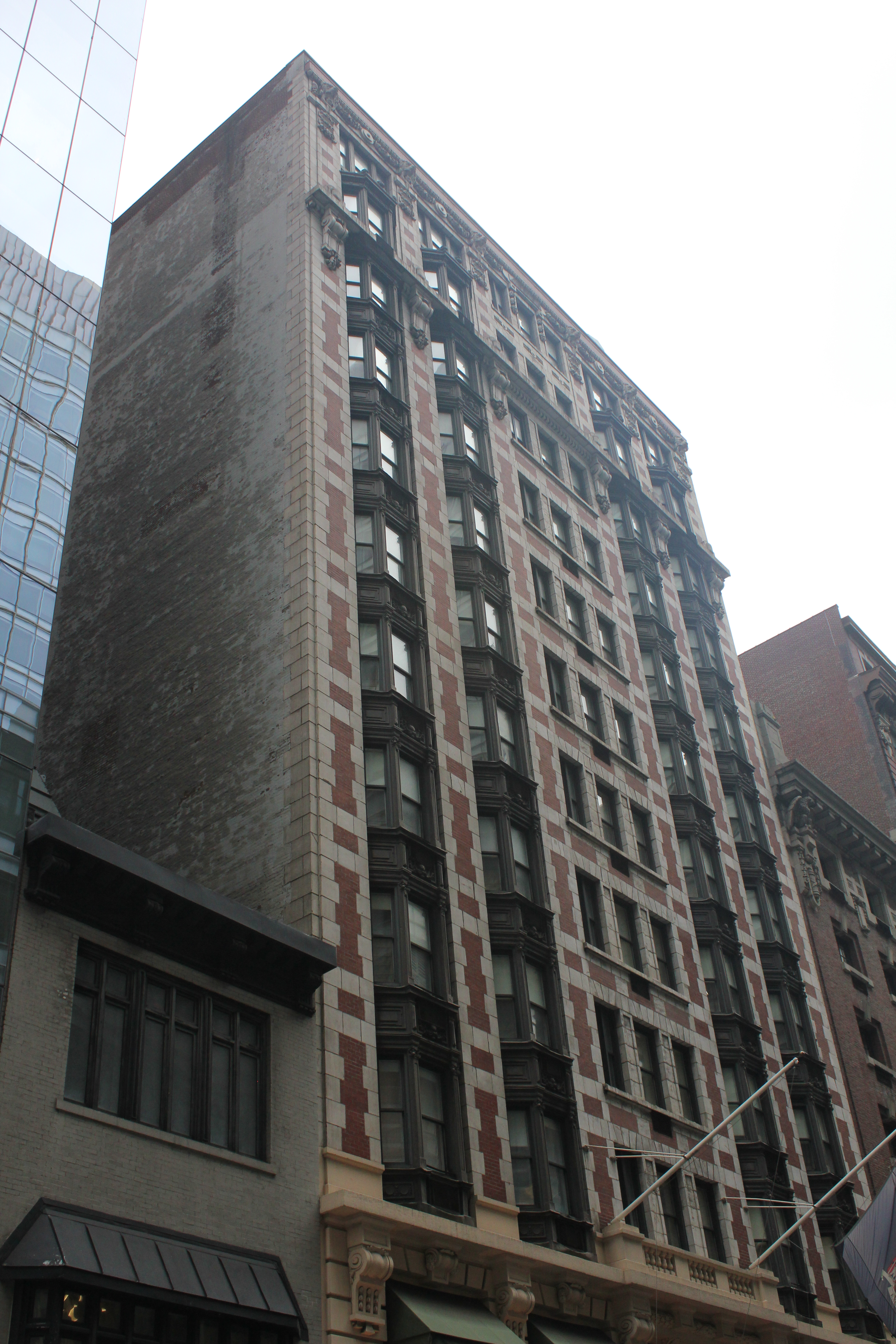
Façade de l'hôtel Algonquin en 2021.

Pour les articles homonymes, voir Hôtel Algonquin et Algonquin (homonymie).
L'hôtel Algonquin est un hôtel historique situé dans l'arrondissement de Manhattan à New York, sur la 44e rue. Il est considéré comme un lieu historique remarquable (landmark status) de la ville de New York en 1987.

## Historique

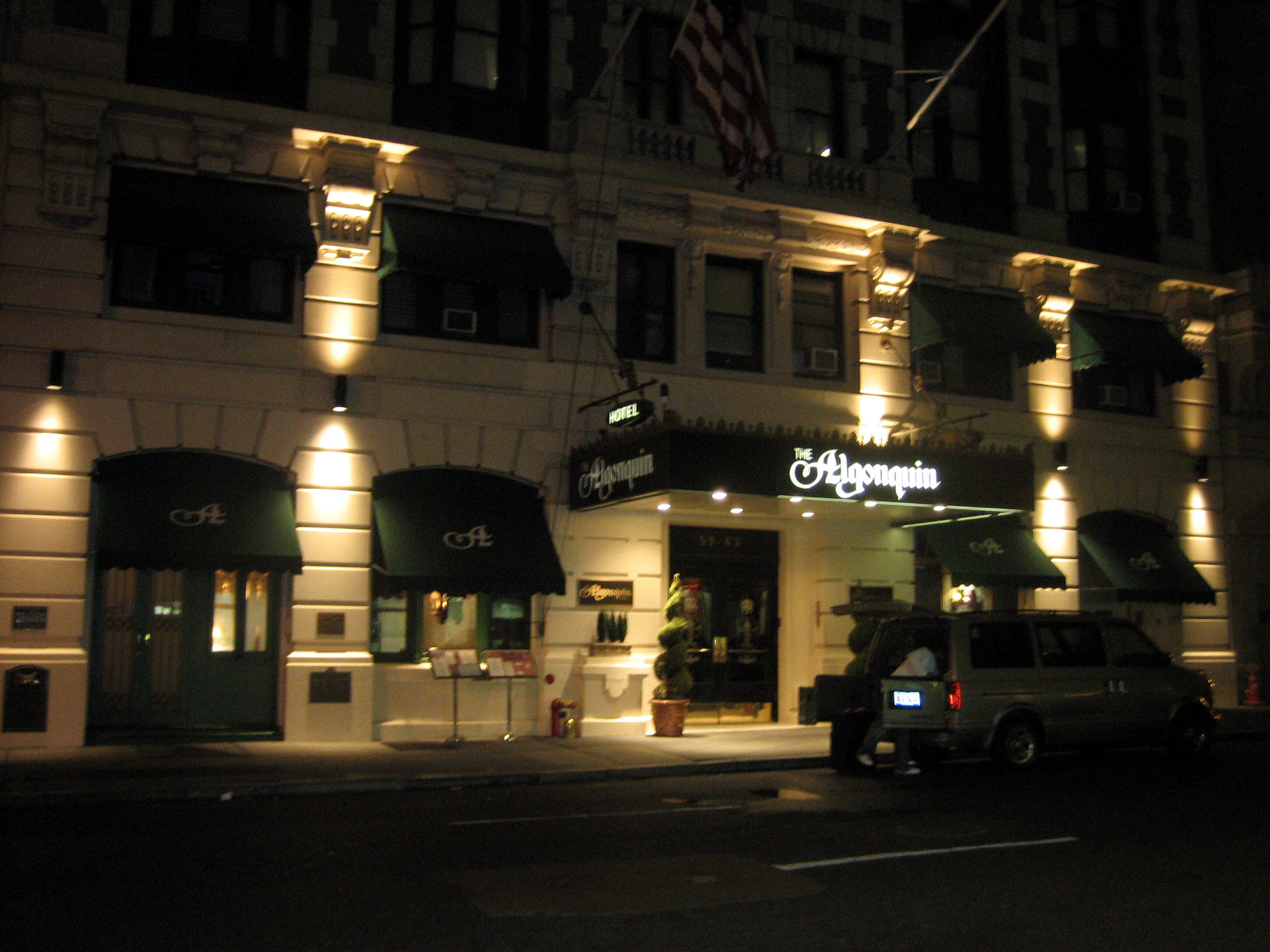
Façade de l'hôtel Algonquin en 2007.

Créé en 1902, c'est un hôtel de 174 chambres conçu par l'architecte Goldwin Starrett (en). 
Dans les années 1920, le cercle littéraire Algonquin Round Table se réunissait dans cet hôtel.
L'hôtel a rouvert en 2012 après une importante rénovation.